# 市川十億衛門
市川 十億衛門（いちかわ ギガえもん、1979年 - ）は、日本の脚本家、放送作家。大阪府出身。ピタ所属。

## 略歴
22歳頃に役者を志し上京。演劇活動をする中で、杉浦理史（ピエール杉浦）やますもとたくやらと出会う。
30歳を目前にした頃、杉浦とますもとに「どんなことでもいいので、お仕事のお手伝いをさせてください」と頼み込む。演劇の脚本を書いた経験の無い市川であったが、コントユニットを立ち上げた際にコントの脚本を書いたことがあり、杉浦とますもとから「面白かったよ」と評価されたことを機に二人の元へ頼み込むに至った。
当時杉浦が参加していた『シャキーン!』のネタ出しから活動を開始し、市川は番組台本を書く構成作家となる。
ますもとから頼まれたドラマのプロット出しを機に、30分ドラマの脚本で脚本家としてのデビューを果たす。デビューして数年はテレビ番組の構成作家として主に活動していた。
同じくピタ所属の脚本家である 永野たかひろから誘われたことがきっかけで、アニメの脚本に携わるようになる。市川はこのことに関して、「あの時、永野さんのお誘いがなければ、今の僕は無かったと思っています」と語っている。
2019年から2020年にかけて放送された『けだまのゴンじろー』にて、初の単独シリーズ構成を務める。

## 参加作品

### テレビアニメ
2014年
- 地下すぎアイドル あかえちゃん（シリーズ構成・脚本〈ピエール杉浦、野々村友紀子と共同〉）

2015年
- おしりかじり虫（第4シリーズ、脚本）

2017年
- 100%パスカル先生（脚本）
- デュエル・マスターズ（2017年 - 2018年、脚本）

2018年
- デュエル・マスターズ!（2018年 - 2019年、脚本）
- 爆釣バーハンター（2018年 - 2019年、脚本）
- ゲゲゲの鬼太郎（第6シリーズ：2018年 - 2020年、脚本）
- ポチっと発明 ピカちんキット（2018年 - 2020年、脚本）

2019年
- デュエル・マスターズ!!（2019年 - 2020年、脚本）
- けだまのゴンじろー（2019年 - 2020年、シリーズ構成・脚本）

2020年
- デュエル・マスターズ キング（2020年 - 2021年、脚本）

2021年
- 進化の実〜知らないうちに勝ち組人生〜（シリーズ構成・脚本）
- ぷっちみく♪ D4DJ Petit Mix（脚本）
- BanG Dream! ガルパ☆ピコ ふぃーばー!（2020年 - 2021年、脚本）
- デュエル・マスターズ キング!（2021年 - 2022年、脚本）

2022年
- デュエル・マスターズ キングMAX（脚本）
- デュエル・マスターズ WIN（脚本）
- ぷにるんず（2022年 - 2025年、シリーズ構成・脚本）

2023年
- 絆のアリル（脚本）
- デュエル・マスターズ WIN 決闘学園編（2023年 - 2024年、脚本）
- 冒険大陸 アニアキングダム（シリーズ構成・脚本）
- おとなりに銀河（シリーズ構成・脚本）
- 真・進化の実〜知らないうちに勝ち組人生〜（シリーズ構成・脚本）

2024年
- ひみつのアイプリ（シリーズ構成・脚本）
- シンカリオン チェンジ ザ ワールド（脚本）

2025年
- 外れスキル《木の実マスター》 〜スキルの実（食べたら死ぬ）を無限に食べられるようになった件について〜（シリーズ構成）
- 特装合体ロボ ジョブレイバー（シリーズ構成）
- 素材採取家の異世界旅行記（シリーズ構成）

時期未定
- BLACK TORCH（シリーズ構成・脚本）

### テレビ番組
2015年
- グランプリ決定!第14回ミニミニ映像大賞（第1 - 3期、シリーズ構成）

2016年
- Ride & Life
- 変ラボ
- 思わず2度見する!想像を絶するテレビ
- 林修の 見れば納得！ギジンカイメイ
- シャキーン!

2017年
- 刀剣乱舞 おっきいこんのすけの刀剣散歩
- 刀剣乱舞 おっきいこんのすけの刀剣散歩〜でらっくす〜
- 刀剣乱舞 おっきいこんのすけの刀剣散歩 弐

2021年
- 東京2020 パラリンピック 競技紹介（構成）

### ゲーム
2016年
- ファントムオブキル
- 誰ガ為のアルケミスト
- シノビナイトメア

2020年
- タベオウジャ（シナリオ）

### ライブ
- ハロプロ アンジュルム（2015年、「バースデーイベント」構成）
- チームしゃちほこ「鯱のぼり」（2016年、「バラエティパート」構成）

### Webコンテンツ
- NHKネットラジオ「らじる★らじる」（2016年、PRパート構成）
- クロレッツ×リカルデント「リフレッシュギャググランプリ」（2016年、構成）

### 小説
- ゲゲゲの鬼太郎 〜朱の音〜（2020年、鬼太郎の『だから言ったじゃないか』シリーズ1 - 5）